# 紫黑翼蚌
紫黑翼蚌（学名：Potamilus alatus）也称紫踵劈蚌、翼溪蚌，是一种蚌科翼蚌属的淡水珍珠蚌，所产珍珠呈紫黑色、光滑细腻、富有光泽。
紫黑翼蚌的钩介幼虫会唯一寄生在淡水石首鱼（Aplodinotus grunniens）体内，通过寄生方式完成其生命周期的一部分。